# Cantone di Izernore
Il Cantone di Izernore era una divisione amministrativa dell'arrondissement di Nantua con capoluogo Izernore.
A seguito della riforma approvata con decreto del 13 febbraio 2014, che ha avuto attuazione dopo le elezioni dipartimentali del 2015, è stato soppresso.

## Composizione
Comprendeva 10 comuni:
- Bolozon
- Ceignes
- Izernore
- Leyssard
- Matafelon-Granges
- Nurieux-Volognat
- Peyriat
- Samognat
- Serrières-sur-Ain
- Sonthonnax-la-Montagne